# IC 4627
IC 4627 ist eine Galaxie vom Hubble-Typ P im Sternbild Schlangenträger am Südsternhimmel. Sie ist schätzungsweise 467 Millionen Lichtjahre von der Milchstraße entfernt.
Das Objekt wurde von Edward Emerson Barnard entdeckt.